# Крайние точки Словении
Ниже приведен список крайних точек Словении.

## Крайние точки
- Северная точка — село Будинци, Помурска (46°52′ с. ш. 16°14′ в. д.HGЯO)
- Южная точка — село Дамель, Юго-Восточная Словения (45°26′ с. ш. 15°11′ в. д.HGЯO)
- Западная точка — село Беница , Помурска (46°31′ с. ш. 16°30′ в. д.HGЯO)
- Восточная точка — село Брегинь, Горишка(46°17′ с. ш. 13°23′ в. д.HGЯO)

## Крайние высоты
- Высочайшая точка — гора Триглав, Гореньска (2864 м)

46°22′27″ с. ш. 13°49′47″ в. д.
- Нижняя точка — Адриатическое море (0 м).